# Norbert Gschwend
Norbert Gschwend-Keller (* 29. August 1925 in Rapperswil; † 22. März 2020) war ein Schweizer Orthopäde und Hochschullehrer. Er gilt als „Pionier der modernen Orthopädie“.

## Leben
Norbert Gschwends Vater war ein Schweizer Arzt, seine Mutter kam aus Italien. Er sprach neben Schwyzerdütsch und Deutsch fliessend Französisch und Italienisch. Seine Schulzeit verbrachte er unter anderem in der Klosterschule Einsiedeln.
Sein Medizinstudium an der Universität Zürich schloss er 1950 ab, vier Jahre später promovierte er über Die Pupillenreaktion unter der Geburt. Von 1956 bis 1961 absolvierte er seine orthopädische Facharztausbildung an der orthopädischen Universitätsklinik Balgrist in Zürich. Daran schlossen sich Aufenthalte in London, Skandinavien sowie den USA. an. Dort arbeitete er als Fellow an der Mayo-Klinik in Rochester (Minnesota), in New York und in Iowa City. Er habilitierte sich 1958 über die Die operative Behandlung der progredient chronischen Polyarthritis und erhielt seine Venia legendi zum Sommersemester 1959. Die Universität Zürich ernannte ihn 1975 zum Titularprofessor, 2000 wurde er emeritiert.
Gschwend war verheiratet und hatte sechs Kinder.

## Schulthess-Klinik
Mit 37 Jahren wurde er 1962 zum Chefarzt der Schulthess-Klinik in Zürich ernannt, einer kleinen Privatklinik, bestand aber darauf, dass mit Heiner Scheier ein zweiter Chefarzt für die Wirbelsäulenchirurgie berufen wurde. Bald kam mit Hubert Baumgartner auch ein leitender Rheumatologe hinzu. Seit seinem USA-Aufenthalt strebte er nach einem Kollegialitätsprinzip in der Klinikleitung mit gleichrangigen Chefärzten der Spezialisierungen, was er an der Schulthess-Klinik durchsetzte und fortentwickelte.

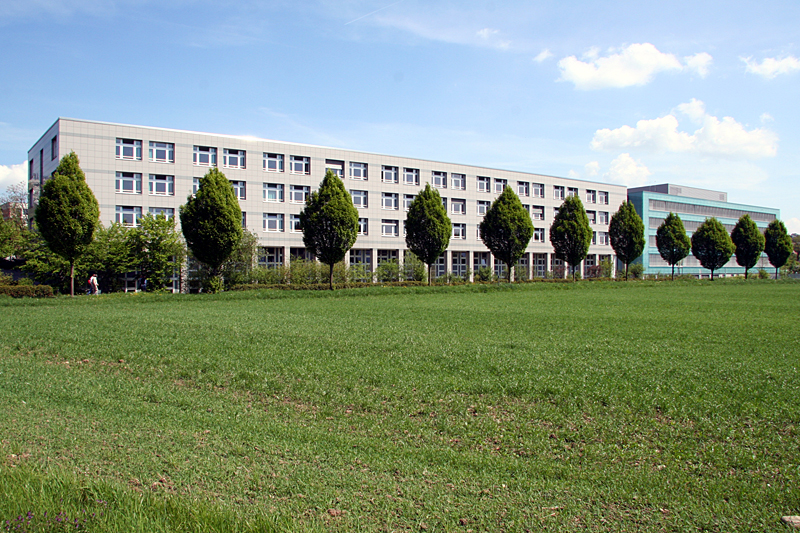
Neubau der Schulthess-Klinik im Quartier Weinegg in Zürich

Die anfangs konservative Ausrichtung der Klinik mit der Behandlung körperlicher Behinderungen besonders bei Kindern, vor allem der Skoliosetherapie, wurde unter Gschwend zunehmend von einer operativen Ausrichtung abgelöst. Er war in vieler Hinsicht ein Pionier der orthopädischen Chirurgie, auch zur Behandlung der Skoliose. Aufgrund der zunehmenden überregionalen Bekanntheit wuchs die Schulthess-Klinik ständig, so dass sie 1995 aus dem Zentrum in einen Neubau an der Stadtgrenze von Zürich in das Quartier Weinegg umziehen musste, in direkter Nachbarschaft der orthopädischen Universitätsklinik Balgrist (und der Psychiatrischen Universitätsklinik Burghölzli). Dort führte er bei der Eröffnung der neuen Klinik am 29. Mai 1995 den ersten operativen Eingriff aus, der zugleich seine letzte Operation vor seiner Pensionierung war, wenngleich sich noch eine jahrelange Sprechstunden- und Vortrags-Tätigkeit anschloss.

## Forschung und Entwicklung
Wissenschaftlich interessierte Gschwend sich vor allem für die operative Therapie der chronischen Polyarthritis und der Rheumachirurgie im Allgemeinen. Daneben galt sein Interesse der Endoprothetik und er steuerte zahlreiche Anregungen zur Weiterentwicklung der Knie-Totalendoprothese besonders bei Rheumapatienten bei.
Auch war er 1969 der erste, der eine mobile Totalendoprothese aus zwei Komponenten in ein durch eine chronische Polyarthritis zerstörtes Handgelenk implantierte. Zusammen mit Heiner Scheier und André Bähler (Ingenieur) entwickelte er zahlreiche Endoprothesen, die unter der Bezeichnung „GBS“ vermarktet wurden. Am bekanntesten wurde die Ellenbogen-Endoprothese „GBS“, eine der ersten und eine weiterhin weitverbreitete Endoprothese des Ellenbogens, die besonders für die Belange von Rheumapatienten entworfen und weiterentwickelt wurde. Auch eine Knieprothese führte zwischenzeitlich den Namen, die aber heute nicht mehr verwendet wird.
Neben der wissenschaftlichen Publikation einiger Entwicklungen verfolgte er seine Patienten nach und publizierte mittel- und langfristige Ergebnisse, anhand derer er die Endoprothetik an Knie und Ellenbogen entscheidend weiterentwickelt. An der Schultheis-Klinik etablierte er als einer der ersten ein Endoprothesenregister zur systematischen und langfristigen Nachverfolgung der eingebauten Implantate.
Gschwend war Mitbegründer der europäischen Dachgesellschaft ERASS für Rheumachirurgie sowie zahlreicher Schweizer Fachgesellschaften. Von 1974 bis 1977 war er Präsident der Schweizerischen Orthopädischen Gesellschaft.

## Publikationen (Auswahl)
- Norbert Gschwend: Die operative Behandlung der progressiv chronischen Polyarthritis. Stuttgart: Georg-Thieme-Verlag 1968.
- N. Gschwend: Mit Hand und Herz. Vier Jahrzehnte als Orthopäde an der Wilhelm Schulthess Klinik. Zürich: Orell-Füssli 2005. ISBN 978-3-280-06060-5.
- Norbert Gschwend; Piet M. Rozing (Hrsg.): Arm, forearm and elbow (Band 4) in der Reihe EFORT Surgical techniques in orthopaedics and traumatology, herausgegeben von J. Duparc für die Fédération européenne des sociétés nationales d’orthopédie et de traumatologie. Paris: Elsevier-Verlag 2002. ISBN 2-84299-417-5.
- Norbert Gschwend; Rainer-Peter Meyer: Langzeitresutate im Rückblick auf über 50 Jahre orthopädische Chirurgie, Kapitel 11, S. 93–102. In: Rainer-Peter Meyer; Hans-Kaspar Schwyzer; Beat René Simmen (Hrsg.): Langzeitresultate in der Extremitäten- und Wirbelsäulenchirurgie – Follow-up von 20 und mehr Jahren. Berlin: Springer-Verlag 2016. ISBN 978-3-662-49089-1. DOI:10.1007/978-3-662-49090-7 11.

## Auszeichnungen
- Ehrenmitglied der Deutschen Gesellschaft für Orthopädie und Orthopädische Chirurgie (DGOOC), außerdem Lexer-Preisträger der DGOOC
- Ehrenmitglied der American Rheumatism Association
- Ehrenmitglied der Schweizerischen Gesellschaft für Rheumatologie
- Ehrenmitglied der Deutschen Gesellschaft für Orthopädische Rheumatologie
- Gründungsmitglied, zeitweise Präsident, und Ehrenmitglied der Deutschen Gesellschaft für Rheumatologie
- Ehrenmitglied der Schweizerischen Gesellschaft für Physikalische Therapie und Rehabilitation